# Partido judicial de Arévalo
El partido judicial de Arévalo es uno de los cuatro partidos judiciales de la provincia de Ávila, en concreto se trata del partido judicial número 1 de la provincia. Es juzgado de primera instancia y la cabecera del partido judicial es la ciudad de Arévalo. Los municipios de este partido están englobados territorialmente en la comarca de la Moraña. El partido abarca una superficie de 1274 km² y da servicio a 18 387 habitantes en 53 municipios.

## Municipios
| - Adanero - Aldeaseca - Arévalo - Barromán - Bercial de Zapardiel - Bernuy-Zapardiel - Blasconuño de Matacabras - El Bohodón - Cabezas de Alambre - Cabezas del Pozo - Cabizuela - Canales - Cantiveros - Castellanos de Zapardiel | - Cisla - Collado de Contreras - Constanzana - Crespos - Donjimeno - Donvidas - Espinosa de los Caballeros - Flores de Ávila - Fontiveros - Fuente el Saúz - Fuentes de Año - Gimialcón - Gutierre-Muñoz - Horcajo de las Torres | - Langa - Madrigal de las Altas Torres - Mamblas - Moraleja de Matacabras - Muñomer del Peco - Muñosancho - Narros de Saldueña - Narros del Castillo - Nava de Arévalo - Orbita - Pajares de Adaja - Palacios de Goda - Papatrigo - Pedro-Rodríguez | - Rasueros - Rivilla de Barajas - Salvadiós - San Esteban de Zapardiel - San Pascual - San Vicente de Arévalo - Sinlabajos - Tiñosillos - Villanueva de Gómez - Villanueva del Aceral - Viñegra de Moraña |